# Tumbas Ming
Os túmulos Ming são uma coleção de mausoléus construídos pelos imperadores da dinastia Ming da China. A tumba do primeiro imperador Ming está localizada perto de sua capital Nanjing. No entanto, a maioria das tumbas Ming estão localizadas em um aglomerado perto de Pequim e conhecidas coletivamente como as Treze Tumbas da Dinastia Ming (chinês tradicional: 明十三陵, pinyin: Míng Shísān Líng, lit. ‘Ming Treze Mausoléus’). Eles estão localizados dentro do distrito suburbano de Changping do município de Pequim, 42 quilômetros ao norte-noroeste do centro da cidade de Pequim. O local, na encosta sul da Montanha Tianshou (originalmente Montanha Huangtu), foi escolhido com base nos princípios do feng shui pelo terceiro imperador Ming, o Imperador Yongle. Após a construção do Palácio Imperial (Cidade Proibida) em 1420, o Imperador Yongle selecionou seu local de sepultamento e criou seu próprio mausoléu. Os imperadores subsequentes colocaram seus túmulos no mesmo vale.
Atualmente, os túmulos Ming são designados como um dos componentes do Patrimônio Mundial, os Túmulos Imperiais das Dinastias Ming e Qing, que também inclui vários outros locais perto de Pequim e em Nanjing, Hebei, Hubei, província de Liaoning.

## Lista dos túmulos imperiais
Os túmulos imperiais estão em ordem cronológica e listam os indivíduos enterrados:
| Nome      | Chinês/pinyin                                                         | Imperador        | Data | Imagem | Coordenada                          |
| --------- | --------------------------------------------------------------------- | ---------------- | ---- | ------ | ----------------------------------- |
| Changling | chinês tradicional: 長陵, pinyin: Cháng Líng                          | Imperador Yongle | 1424 |        | 40° 18′ 05,16″ N, 116° 14′ 35,45″ L |
| Xianling  | chinês tradicional: 獻陵, pinyin: Xiàn Líng                           | Hongxi           | 1425 |        | 40° 18′ 18,12″ N, 116° 14′ 15,61″ L |
| Jingling  | chinês tradicional: 景陵, pinyin: Jǐng Líng, lit. ‘Scenic Tomb’       | Xuande           | 1435 |        | 40° 17′ 54,14″ N, 116° 15′ 08,52″ L |
| Yuling    | chinês tradicional: 裕陵, pinyin: Yù Líng                             | Zhengtong        | 1449 |        | 40° 18′ 49,33″ N, 116° 13′ 55,56″ L |
| Maoling   | chinês tradicional: 茂陵, pinyin: Mào Líng                            | Chenghua         | 1487 |        | 40° 18′ 51,6″ N, 116° 13′ 36,17″ L  |
| Tailing   | chinês tradicional: 泰陵, pinyin: Tài Líng                            | Hongzhi          | 1505 |        | 40° 19′ 23,33″ N, 116° 12′ 59,9″ L  |
| Kangling  | chinês tradicional: 康陵, pinyin: Kāng Líng                           | Zhengde          | 1521 |        | 40° 19′ 10,03″ N, 116° 12′ 13,4″ L  |
| Yongling  | chinês tradicional: 永陵, pinyin: Yǒng Líng                           | Jiajing          | 1566 |        | 40° 17′ 18,09″ N, 116° 15′ 06,05″ L |
| Zhaoling  | (chinês tradicional: 昭陵, pinyin: Zhāo Líng                          | Longqing         | 1572 |        | 40° 17′ 28,76″ N, 116° 12′ 38,55″ L |
| Qingling  | chinês tradicional: 慶陵, pinyin: Qìng Líng                           | Taichang         | 1620 |        | 40° 18′ 29,43″ N, 116° 14′ 01,32″ L |
| Dingling  | chinês tradicional: 定陵, pinyin: Dìng Líng, lit. ‘Tomb of Stability’ | Wanli            | 1620 |        | 40° 17′ 42,43″ N, 116° 12′ 58,53″ L |
| Deling    | chinês tradicional: 德陵, pinyin: Dé Líng                             | Tianqi           | 1627 |        | 40° 17′ 15,01″ N, 116° 15′ 35,91″ L |
| Siling    | chinês tradicional: 思陵, pinyin: Sī Líng                             | Chongzhen        | 1644 |        | 40° 16′ 08,69″ N, 116° 11′ 32,64″ L |

Os imperadores Ming não enterrados em uma das Treze Tumbas são: Imperador Hongwu, Zhu Biao, Imperador Kang, Imperador Jianwen, Imperador Jingtai e Zhu Youyuan, Imperador Xian.

A pintura panorâmica "Arauto da Partida", pintada durante o reinado do Imperador Xuande (1425-1435 dC), mostra o imperador viajando a cavalo com uma grande escolta pelo campo desde a Cidade Imperial de Pequim até o Ming túmulos.